# Маршак Йосип Абрамович
Йосип Абрамович Маршак (1854—1918) — купець, ювелір, меценат, один з найуспішніших київських підприємців XX сторіччя.  
Засновник фабрики золотих та діамантових виробів, що виготовляла понад половину золотої продукції в Південно-Західному краї російської імперії. Київський купець I гільдії, призер міжнародних виставок. 

## Біографія
Йосип Маршак народився в бідній єврейській сім'ї Абрама Ісаковича та Фені Лазарівни. За словами його сина Олександра Маршака, з 14 років переїхав до Києва і почав вивчати ювелірне ремесло, працюючи підмайстром, з часом — помічником майстра. 
У 19 років одружився з дівчиною Лією — донькою єврейського перукаря. Протягом життя у них народилося восьмеро дітей. 
З 2 травня 1878 відкрив власну майстерню в Києві на Подолі — це була маленька кімната, перегороджена фіранкою, де майстер з дружиною жили й працювали. З часом Й. Маршак відкриває власну майстерню, а згодом і крамницю на Хрещатику. 
Після революції фабрика була експропрійована радянською владою, але Йосип Абрамович вже не застав краху справи його життя. Він помер у серпні 1918 року після боротьби з онкозахворюванням. За рік до цього Маршак втратив дружину.
У 20-х роках XX сторіччя Олександр Маршак, син Йосипа Маршака, відкрив у Парижі ювелірний дім Marchak, який мав кілька етапів існування. 
На початку нульових бренд захотів відродити правнук Й. Маршака — Даніель Маршак, відомий французький пластичний хірург. Бутики було відкрито в кількох країнах світу, зокрема і в росії.